# Íþrótta- og ungmennafélag Keflavíkur (pallacanestro)
Il Íþrótta- og ungmennafélag Keflavíkur, comunemente chiamato Keflavik, è una squadra di pallacanestro maschile che milita nella massima serie del campionato di basket d'Islanda. La squadra ha sede nella piccola cittadina di Keflavík, nei pressi della capitale Reykjavík.
La squadra vanta nove titoli nazionali nella sua storia e cinque coppe d'Islanda.

## Palmarès

### Trofei nazionali
- Úrvalsdeild karla í körfuknattleik: 9:
  - 1989, 1992, 1993, 1997, 1999, 2003, 2004, 2005, 2008
- Coppa d'Islanda di pallacanestro maschile: 7:
  - 1993, 1994, 1997, 2003, 2004, 2012, 2024
- Supercoppa d'Islanda di pallacanestro maschile: 3:
  - 1997, 2003, 2008
- Fyrirtækjabikar karla: 6:
  - 1996, 1997, 1998, 2002, 2006, 2013
- 1. deild karla: 2:
  - 1982, 1985
- 2. deild karla: 1:
  - 1978